# Tadrart (kommun)
Tadrart (franska: Tadrart (CR), Tadrart (Commune Rurale), arabiska: امسوان) är en kommun i Marocko.   Den ligger i prefekturen Agadir-Ida-Ou-Tanane och regionen Souss-Massa, i den centrala delen av landet, 400 km sydväst om huvudstaden Rabat. Antalet invånare är 5 701.